# Сарычев, Валерий Викторович
Валерий Викторович Сарычев (Пустой шаблон {{ВД-Преамбула}} ) — российский гребец. Мастер спорта России.
Первый тренер — В. Ратов. Представляет спортивное общество «Динамо», Московская область.
Участник юношеского чемпионата мира 2002 года в Литве. Выступал на этапах Кубка мира: в 2003 году в Швейцарии, в 2004 — в Польше и Швейцарии, в 2005 — в Великобритании и Швейцарии, в 2006 — в Германии, в 2010 — в Швейцарии.
Чемпион России 2003 и 2004 годов.
Дебютировал на чемпионате мира в 2003 году в Италии, затем участвовал в турнирах 2005 года в Японии и 2006 года в Великобритании. В 2008 году соревновался на чемпионате Европы в Греции.
Участник Олимпийских игр 2004 года в Афинах, где занял 8-е место.